# Sydlig silverkungsfiskare
Sydlig silverkungsfiskare (Ceyx argentatus) är en fågel i familjen kungsfiskare inom ordningen praktfåglar. Den förekommer i södra Filippinerna. Beståndet är litet och i minskande, varför den listas som nära hotad.

## Utseende och läte
Sydlig silverkungsfiskare är en liten (14 cm) mestadels svartvit kungsfiskare i praktfull dräkt. Undersidan är svartaktig med blå anstrykning och vitt på strupe och buk. Huvudet är svart, liksom ovansidan, med en vit fläck på tygeln och likaså vita fläckar på huvudsidan som formar ett strimmigt ögonbrynsstreck. Vitt syns även i en fläck på halsen samt på spetsarna på mellersta täckarna. Övergumpen är silvervit, liksom i ett stråk på ryggen. Benen är lysande röda. Nordlig silverkungsfiskare är ännu mindre med djupt marinblått på nedre delen av bröstet och flankerna samt beige på haka, strupe, tygelfläck och halsfläck. Lätet är ett tunt och ljust "seet".

## Utbredning och systematik
Fågeln förekommer i södra Filippinerna, på öarna Mindanao, Basilan, Dinagat och Siargao. Den behandlas som monotypisk, det vill säga att den inte delas in i några underarter.
Fram tills nyligen behandlades sydlig och nordlig silverkungsfiskare (C. flumenicola) som en och samma art, silverkungsfiskare (C. argentatus). Vissa behandlar dem så fortfarande. De skiljer sig dock i utseende, storlek och även genetiskt.

## Levnadssätt
Sydlig silverkungsfiskare verkar vara beroende av skogsbelägna strömmande vattendrag och dammar. Den påträffas under 1000 meters höjd, dock med ett fynd från 1120–1350 meter. Fågeln förekommer tätast i ursprunglig skog med Terminalia och Metroxylon sagu, men tolererar även ungskog och lätt avverkad skog. Den kan även ses i flodnära vegetation inne i kokosplantage. Arten häckar i flodbankar och verkar vara stannfågel.

## Status
Sydlig silverkungsfiskare är en fåtalig fågel med ett uppskattat bestånd på endast mellan 2 500 och 10 000 vuxna individer. Den tros också minska i antal. Internationella naturvårdsunionen IUCN kategoriserar arten som nära hotad.